# Aviam
Aviam eller Avia ("Jah är min fader", Abiam eller Abia i 1917 års kyrkobibel) var kung i Juda rike. Omdömet om honom är blandat; han gjorde vad gott var i Guds ögon men slog också en armé från Israel. Hans mors namn anges som Maaka eller Mikaja (de är olika varianter på samma namn) och sägs ha varit dotter till Uriel och ättling till Absalom (troligtvis genom sin mor). Aviam tog sig själv fjorton hustrur och fick tjugotvå söner och sexton döttrar.

## Bibelns beskrivning

### Översikt
Aviam/Avia nämns i Första Konungaboken, Andra Krönikeboken samt i Jesu släkttavla i Matteus första kapitel. Sammanlagt står det inte mycket om honom.
Aviam är kung i Juda under tre år. Han är fader till den gode kungen Asa . Aviam beskrivs som att han syndade och inte älskade Herren efter hela sitt hjärta. Han ligger liksom sin fader Rehabeam i krig med Israel.

### Kriget mot Israel
Denna episod är den händelse ur Aviams liv som Bibeln beskriver mest ingående. De båda kungarna Aviam av och Jerobeam ligger i krig med varandra. Aviam inleder striden med 400 000 man. De möter Jerobeam som har en här på 800 000 man. Aviam håller då ett långt tal: Talet går ut på att Gud är med Juda för att det är till David han gett kungamakten. Sen fördömer han Israel som tillber guldkalvar och fördriver Herrens präster. Han pekar sen på hur exemplariskt Juda sköter tempeltjänsten. han slutar talet med:
| ” | ... Vi håller alltså våra förpliktelser mot Herren, vår Gud, men ni har övergett honom. Se, Gud går i spetsen för oss, hans präster har signaltrumpeterna som blåser till strid mot er. Israeliter, strid inte mot Herren, era fäders Gud. Ni kommer inte att lyckas. | „ |

Efter detta inser Juda att de blivit omringade. Då ropar de till Gud och går sedan snabbt till anfall. De skriker härskrin och prästerna blåser i trumpet. De besegrar Israeliterna. 500 000 Israeliter mister livet. Efter denna seger lyckas Aviam erövra städerna Betel, Jeshana och Efrom.
Bibelns kommenterar Juda seger med orden:
| ” | Israeliterna blev alltså kuvade vid detta tillfälle, medan judeerna var de starkare eftersom de förlitade sig på Herren, sina fäders Gud. | „ |

## Flera personer bär namnet Aviam eller Avia namnet iGamla Testamentet
- En son till Samuel (1 Sam. 8:2)
- En son till Jerobeam I (1 Kung. 14:1)
- En av släkthuvudmännen för Eleasars hus (1 Krön. 24: 10)
- En sonson till Benjamin (1 Krön. 7:8).
- Konung Ahas gemål, moder till konung Hiskia (2 Krön. 29: 1,2 Kung. 18: 2)